# Buty ugg

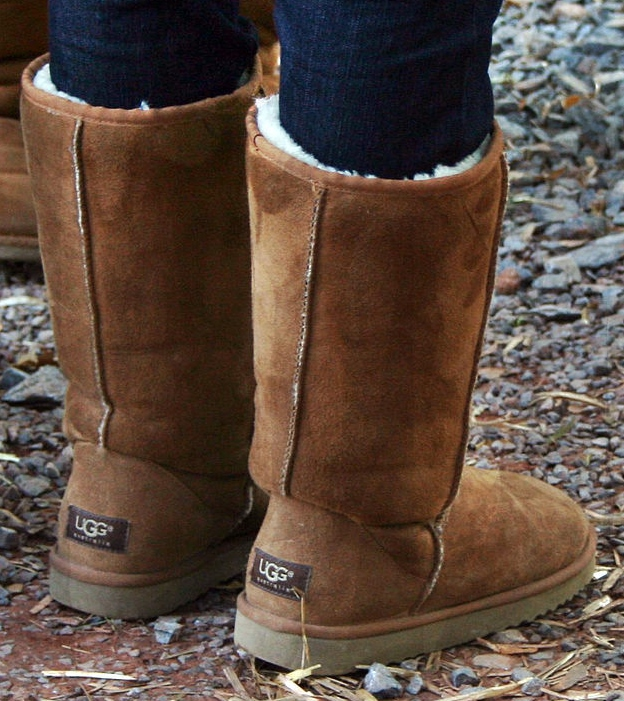
Tradycyjne buty ugg

Buty ugg (ang. "ugg boots") – miękkie buty robione z owczej skóry wywróconej włosiem do środka, czasami z utwardzaną podeszwą. Dokładne pochodzenie butów tego typu nie jest znane, wywodzą się najprawdopodobniej z Australii lub Nowej Zelandii. W Australii i Nowej Zelandii nazwa "ugg" ("ug", "ugh" i podobne) nie jest zastrzeżonym znakiem towarowym, choć amerykańska firma Deckers Outdoor Corporation zastrzegła sobie tę nazwę w 140 innych krajach na świecie i kwestia, czy "ugg" jest znakiem towarowym, czy ogólną nazwą tego typu butów, nadal pozostaje sporna.

## Historia
Dokładne pochodzenie butów ugg nie jest znane, często spotykanym wyjaśnieniem jest, że wywodzą się one z okresu I wojny światowej i były używane przez lotników pod nazwą "fug boots" ("fug" ma tu być skrótem od "flying ugg boots" bez wyjaśnienia co oznacza samo "ugg"), niemniej ten typ obuwia był znany w australijskim buszu w latach 20. XX wieku. Spotykana jest także wersja, że "ugg" pochodzi od "ugly" (ang. "brzydki"), co ma się odnosić do wyglądu butów. Nie jest też dokładnie wiadomo, kiedy rozpoczęto masową produkcję tego obuwia, najwcześniejszą znaną datą jest rok 1933.
W latach 60. "ughies" stały się popularne wśród surferów, ich popularność wzrosła w latach 70. po wprowadzeniu do sprzedaży w Stanach Zjednoczonych przez firmę Ugg Holdings, Inc. W 1995 Deckers Outdoor Corporation wykupiła Ugg Holdings Inc., a buty ugg zostały spopularyzowane przez noszące je takie gwiazdy jak Kate Hudson, Sarah Jessica Parker czy Pamela Anderson.

## Konstrukcja
Tradycyjne buty ugg robione są z garbowanej skóry owczej wywróconej włosiem do środka. Zewnętrza cześć buta jest czasami farbowana, spotykana jest cała gama kolorów, nawet takie jak pomarańczowy, różowy, niebieski czy fuksja. Oprócz tradycyjnych, wsuwanych butów długości do pół łydki można także spotkać buty sznurowane, a także znacznie różniące się długością - od sięgających niewiele za kostkę do sięgających za kolano.
Runo wewnętrznej części buta odciąga od stóp wilgoć, zapewniając stopom komfort, suchość i regulując ich temperaturę. Ponieważ buty ugg są bardzo miękkie i nie mają solidnej podeszwy, obcasa ani wzmocnienia dla kostki, część podiatrów przestrzega przed ich długotrwałym noszeniem.